# Globoko, Radovljica
Globoko este o localitate din comuna Radovljica, Slovenia, cu o populație de 31 de locuitori.